# Gross Wannenhorn
De Gross Wannenhorn is een drieduizender met een hoogte van 3.906 m in de Zwitserse Berner Alpen in het kanton Wallis. 
Het is de hoogste top van de zogenaamde Walliser Fiescherhörner, niet te verwarren met de vierduizend meter hoge toppen Hinter Fiescherhorn en Gross Fiescherhorn in het noorden. De Walliser Fiescherhörner zijn aan alle kanten omgeven door gletsjers, behalve aan de zuidkant. In het oosten ligt de Fieschergletsjer, in het westen de Aletschgletsjer. In het noordwesten ligt de Konkordiaplatz. In het noorden wordt de groep gescheiden van de Grünhorn door de Grünhornlücke.
De Gross Wannenhorn bestaat uit een dubbele piek, een rotsachtige noordtop en een vlakkere zuidtop. De oostkant van de berg is zwaar vergletsjerd, in het westen daalt hij af naar de Aletschgletsjer met steile rotswanden, deels onderbroken door gletsjervelden. In het zuiden leidt een bergkam over de Wannenhornsattel (3669 m boven zeeniveau) naar de Kleiner Wannenhorn, die iets lager ligt op 3707 m boven zeeniveau. De directe noorderbuur is de Schönbühlhorn, die 3854 m boven de zeespiegel ligt.
De eerste beklimming vond plaats via de oostelijke flank op 6 augustus 1864 door Gottlieb Studer en Rudolf Lindt met Kaspar Blatter en Peter Sulzer als berggidsen. De gemakkelijkste beklimming is vanuit het oosten via de noordoostelijke flank en de oostelijke bergkam. Het startpunt is de Finsteraarhornhütte (3048 m boven zeeniveau). Vanaf hier steekt men de Fieschergletsjer over en dient men over een deels zeer spleetvormige gletsjerholte te klimmen, om vervolgens over firnhellingen naar de top te raken.

## Werelderfgoed
De Gross Wannenhorn is in december 2001 opgenomen op de UNESCO werelderfgoedlijst als onderdeel van de natuurerfgoed inschrijving Zwitserse Alpen Jungfrau-Aletsch erkend tijdens de 25e sessie van de Commissie voor het Werelderfgoed in Helsinki. De site wordt erkend als toonbeeld van de vorming van de Hoge Alpen, met de meeste gletsjers en de grootste gletsjer in Eurazië. Het Alpengebied beschikt over een grote diversiteit aan ecosystemen, met inbegrip van successiestadia (voornamelijk door de terugtrekking van gletsjers als gevolg van de klimaatverandering). De plek is van universele waarde, vanwege zowel haar schoonheid als de schat aan informatie over de vorming van bergen en gletsjers, maar ook vanwege klimaatveranderingen en ecologische en biologische processen.